# 上越教育大學
上越教育大学

| 大学設置   | 1978年                                     |
| 創立       | 1978年                                     |
| 学校種別   | 国立                                       |
| 設置者     | 国立大学法人上越教育大学                   |
| 本部所在地 | 日本新潟縣上越市山屋敷町1番地              |
| 校區       | 山屋敷地区、西城地区、本城地区             |
| 学部       | 学校教育学部                               |
| 研究科     | 学校教育研究科 連合学校教育学研究科        |
| 網站       | 上越教育大学官方網站（页面存档备份，存于） |

上越教育大学（日文：、Joetsu University of Education），位于新潟县上越市山屋敷町的日本国立大学。
设立宗旨是向初级中等教育教师提供研究钻研的机会，并培养初级教育教师，于1978年设立。
大学院硕士課程由具有10多年教育经验的中坚教员，重视实践并且重视与本科生的交流，是本大学的一大特征。
校内设有为单身的本科生和硕士生准备的单身宿舍，也有适合家族居住的家族宿舍。

## 学部・学科
- 学校教育学部

## 大学院
- 学校教育研究科（硕士課程）
- 联合学校教育学研究科（博士課程）